# Zaccaria

Herb rodziny Zaccaria

Zaccaria – szlachecka rodzina wywodząca się z Genui. Doszła do wielkiego majątku w XIV wieku eksploatując kopalnie ałunu w Azji Mniejszej. 

## Historia
W 1275 roku dwaj bracia Benedykt Zaccaria i Manuel Zaccaria otrzymali od cesarza Michała VIII Paleologa w lenno Fokeę na północ od Smyrny. W 1304 przejęli władzę na Chios przyznanej im w lenno od cesarza Andronika II Paleologa na 25 lat. W 1329 roku po buncie Greków rodzina nie mogła już przedłużyć umowy z cesarzem. W 1344 wnuk Benedykta Zaccarii - Martino Zaccaria zorganizował krucjatę w wyniku której podbito Smyrnę. W nagrodę Martino otrzymał od papieża tytuł króla Azji Mniejszej. Rodzina Zaccaria posiadała też duże wpływy w Księstwie Achai. Władali tam baroniami Chalandritsy oraz Dandią. Synowie Martino Zaccaria osiągnęli wpływy w łacińskiej Grecji. Centurion I Zaccaria został bailifem, potem konetablem księstwa Achai, Bartolommeo Zaccaria był władcą Markizatu Bodonitzy w latach 1327–1334. Centurion II Zaccaria prowadził wojnę o ocalenie resztek swojego księstwa na Peloponezie z Tomaszem Paleologiem. Pokonany w 1430 roku, wydał swoją córkę Katarzynę za Tomasza Paleologa, która wniosła w posagu łacińskie Księstwo Achai. W wyniku tego mariażu Księstwo Achai istniejące od 1204 roku przestało istnieć. Jako rekompensatę otrzymał dożywotnio (do 1432) baronię Arkadii na południowym Peloponezie. 

## Władcy Chios
- 1304–1307 Benedykt Zaccaria
- 1307–1314 Paleolog Zaccaria
- 1314–1329 Martino Zaccaria
- 1314–1325 Benedykt II Zaccaria

## Markizat Bodonitzy
- 1327–1334 Bartolommeo Zaccaria

## Baroni Arkadii
- 1388–1401 Andronik Asen Zaccaria
- 1401 Erard IV Zaccaria
- 1401–1432 Centurion II Zaccaria

## Książęta Achai
- 1404–1430 Centurion II Zaccaria